# Маріан Голд
Маріан Голд (нар. Гартвіг Ширбаум ; 26 травня 1954) — німецький співак та автор пісень, який здобув популярність як соліст німецького синті-поп гурту Alphaville, але також записувався сольно. Він відомий своїм теноровим багатооктавним діапазоном голосу.

## Біографія

### Раннє життя
Народився в Герфорді, Західна Німеччина, Голд був частиною берлінського мистецького колективу Nelson Community, де наприкінці 1970-х створив гурт Chinchilla Green, до якого також увійшов майбутній колега з Alphaville Бернхард Ллойд.

### Alphaville
У 1982 році він приєднався до Ллойда і Френка Мертенса в групі Forever Young, яка незабаром стала Alphaville. Він співав головний вокал у поп-синглах Alphaville 1980-х, зокрема «Forever Young», "Big in Japan ", "Sounds Like a Melody ", "Dance with Me " та «Jerusalem».
Станом на 2022 рік він є останнім оригінальним учасником гурту, чий останній альбом Eternally Yours вийшов у 2022 році.

### Соло

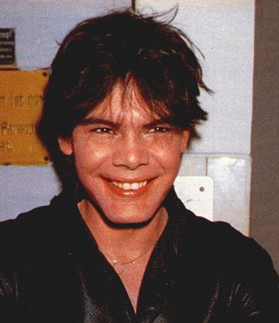
Маріан Голд у 1984 році

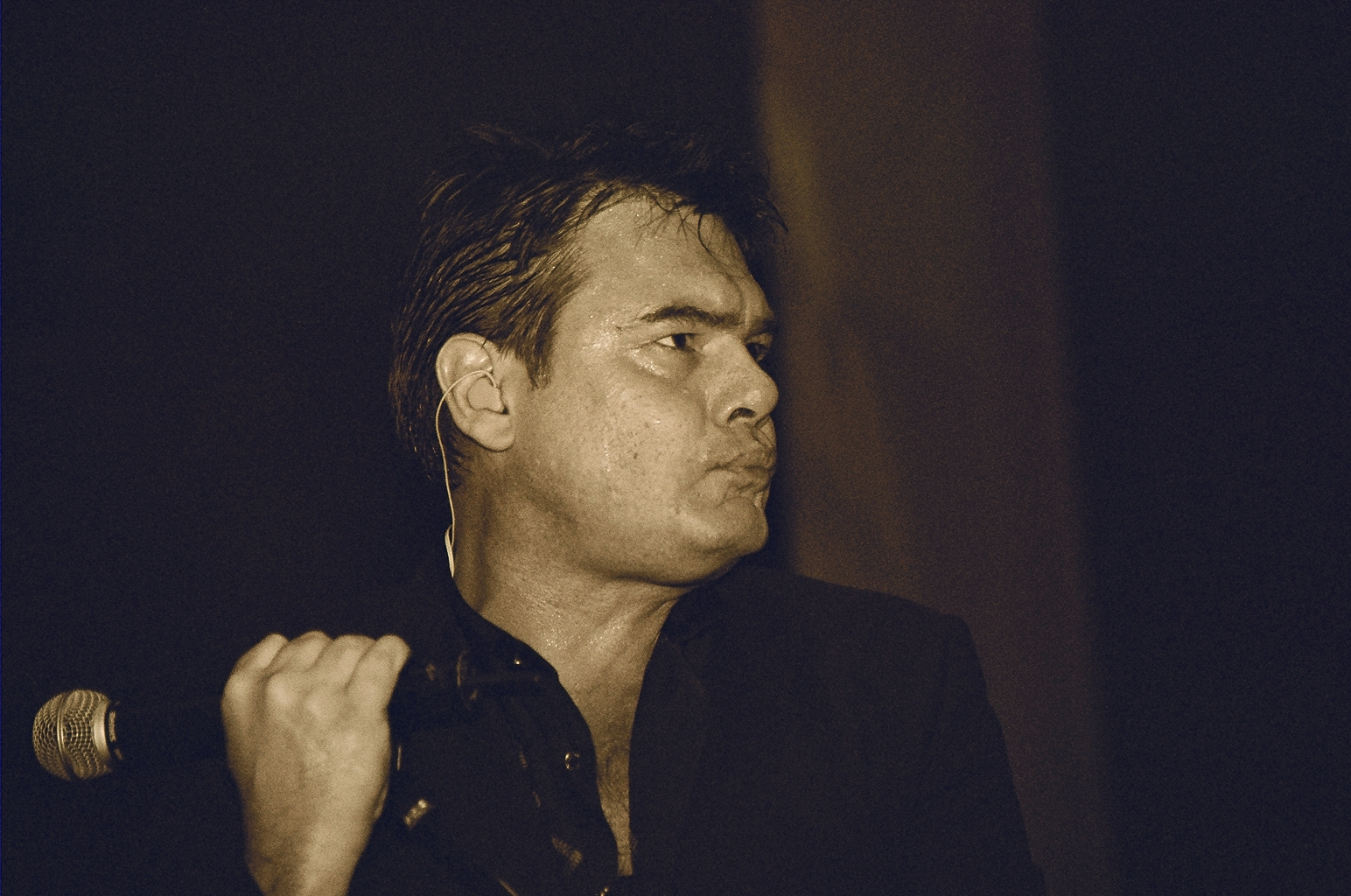
Голд виступає у 2004 році

Перший сольний альбом Голда, So Long Celeste, був випущений у 1992 році. До альбому увійшли кавер-версії «The Shape of Things to Come» (оригінально від Headboys) і «One Step Behind You» (від Furniture).
Другий сольний альбом United вийшов у 1996 році.

## Особисте життя
Наприкінці 1980-х Голд жив у Мюнстері зі своєю тодішньою дружиною Мануелою.
Голд має семеро дітей від чотирьох різних жінок.

## Підтримка України
У 2022 році, після початку повномасштабного вторгнення Росії на територію України, Маріан Голд висловив свою підтримку народу України.